# Sheila Armstrong
Dorothy Sheila Armstrong (ur. 26 listopada 1949 w Upland, zm. 18 maja 2010 w Los Angeles) – amerykańska florecistka.
W 1976 wystartowała na igrzyskach olimpijskich, na których zajęła 41. miejsce w zawodach indywidualnych i 9. w drużynowych (skład drużyny: Nikki Franke, Sheila Armstrong, Ann O’Donnell, Gay D’Asaro, Denise O’Connor).
W 1975 została brązową medalistką igrzysk panamerykańskich w zawodach drużynowych.
Zmarła w Los Angeles w wieku 60 lat.